# Казімеж Вичинський

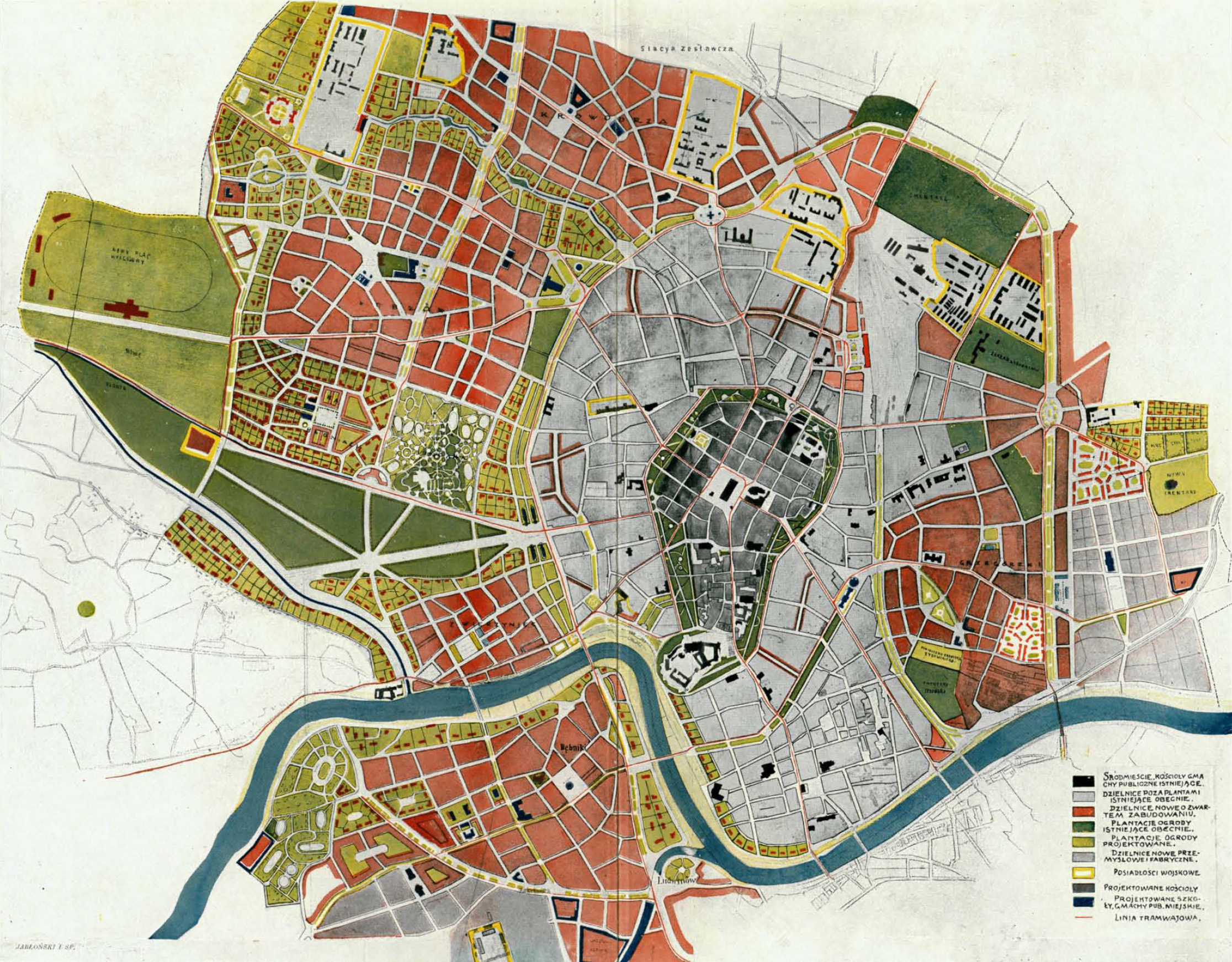
Конкурсний проєкт генерального плану «Великого Кракова». 1910 рік

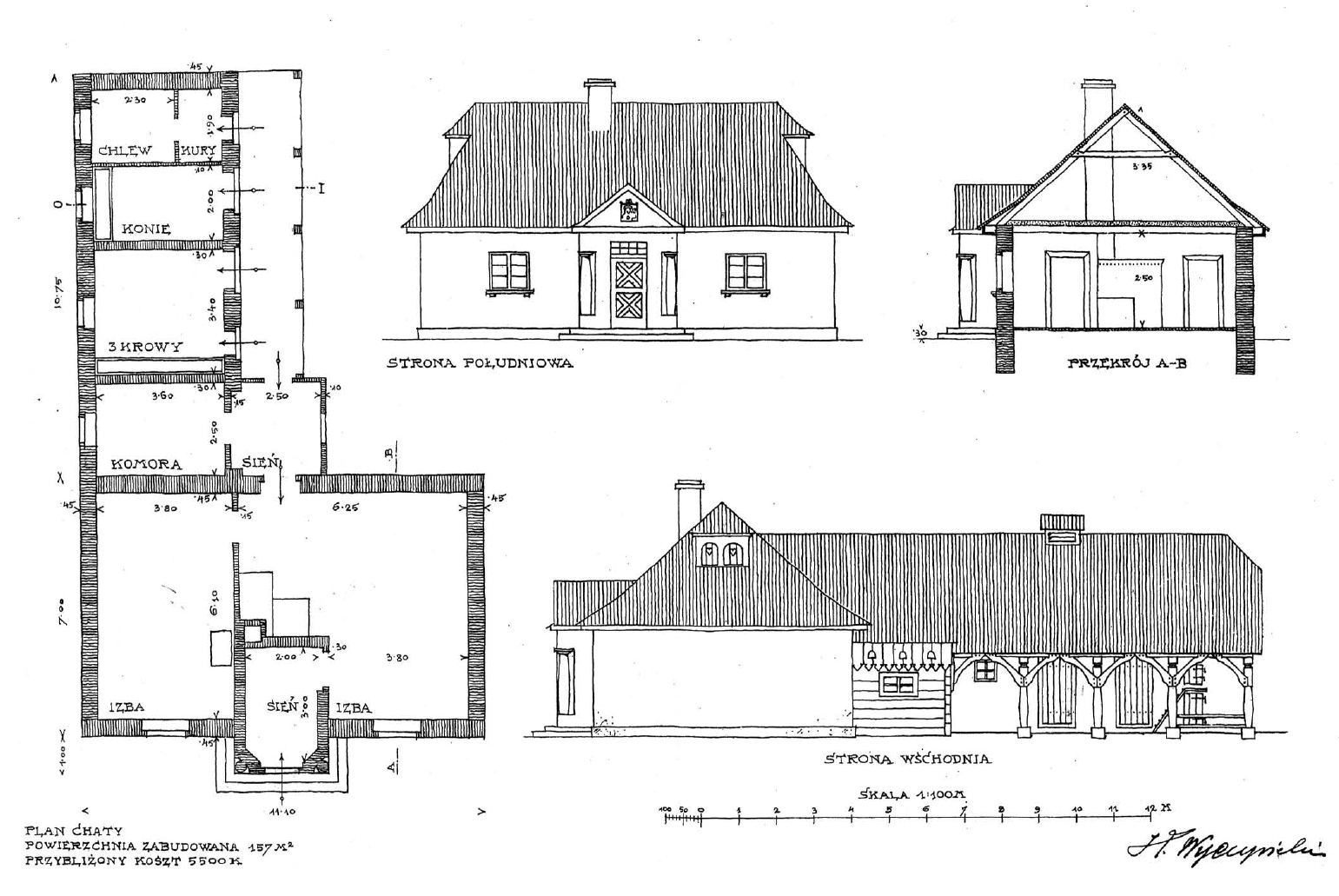
Типовий проєкт двокімнатної хати з коморою, сіньми, стайнею, і хлівом. Опублікований в альбомі «Odbudowa polskiej wsi». 1915 рік

Казімеж Вичинський (пол. Kazimierz Wyczyński, 11 січня 1876, Домброва-Гурнича — 3 грудня 1923, Краків) — польський архітектор, реставратор.

## Біографія
Народився 11 січня 1876 року в місті Домброва-Гурнича. Закінчив гірничу школу там же. Навчався в Політехніці Карлсруе. Спочатку на механічному факультеті, а  1898 року перейшов на архітектурний. 1905 року відвідав Італію. Працював в архієпископському бюро у Фрібурі. Від 1906 року співпрацював із Зигмунтом Генделем при реставрації замку на Вавелі. 1910 року спільно з Людвіком Войтичком відкрив власне архітектурне бюро. Член Краківського технічного товариства. На початку грудня 1908 року у складі делегації товариства брав участь у Першому з'їзді делегатів польських архітектурних кіл у Кракові. Один з організаторів Виставки архітектури та інтер'єрів в оточенні садовому у Кракові 1912 року, був членом виконавчого комітету і комітету з організації лотереї. 1914 року входив до журі конкурсу на проєкт будинку Сокола IV у Львові. Помер 3 грудня 1923 року в Кракові.

## Роботи
- Конкурсний проєкт корпусу Львівського університету на нинішній вулиці Грушевського, відзначений однією з трьох других премій (1913, співавтор Людвік Войтичко)[9]. Того ж року видано збірку проєктів конкурсу, куди зокрема увійшла робота Войтичка і Вичинського.[10]
- Проєкт регуляції Кракова (генерального плану). Здобув перше місце на конкурсі 1910 року. Співавтори Тадеуш Стриєнський, Владислав Екельський, Юзеф Чайковський і Людвік Войтичко.[11]
- Надбудова вежі парафіяльного костелу святих Маргарити і Катерини в Кентах (1910).[2]
- Конкурсний проєкт готелю Palace-Hotel-Bristol у Кракові 1912 року. Співавтор Людвік Войтичко.[12]
- Типові проєкти сільських хат, створені для виданої 1915 року збірки «Odbudowa polskiej wsi» (Відбудова польського села). Це зокрема одна однокімнатна і п'ять варіантів двокімнатної для селян-рільників, одна двокімнатна для безземельного селянина, а також двокімнатна з окремою будівлею для стодоли і шопи.[13]
- Типові проєкти будинків аптекаря і рільничого гуртка, створені для збірки «Odbudowa polskiego miasteczka» (Відбудова польського містечка), виданої 1916 року.[14]
- Керівництво реставрацією костелу в нинішній Скелівці Старосамбірського району. Провадилось у 1915—1923 роках спільно з Тадеушем Шидловським. У тракті робіт, коли вже було поновлено фасади і відбудовано склепіння, під час польсько-української війни восени 1918 року храм було знову пошкоджено.[15]
- Перше місце на конкурсі проєктів будинків Сейму і воєводства в Катовіцах 1923 року. Співавтори Пйотр Юркевич, Стефан Желенський. Журі відзначило добру загальну концепцію проєкту і архітектуру основних брил.[16]
- Будинок Сейму і Воєводства сілезького у Катовіцах. Збудований у 1931—1933 роках. Співавтор Людвік Войтичко.[17]
- Реставрація «Сірої кам'яниці» на площі Ринок, 6 у Кракові, спільно з Людвіком Войтичком.[3]
- Реставрація палацу Яблоновських (пізніше Ф. Потоцького) у Кракові, спільно з Людвіком Войтичком.[3]
- Реставрація кімнати А. Гавелка в палаці Спіському у Кракові, спільно з Людвіком Войтичком.[3]
- Реставрація будинку № 20 на Ринку у Кракові.[2]
- Будинок Банку польського у Кракові. Співавтор Теодор Гоффман, скульптурне оздоблення Кароля Гукана. Спорудженню передував проєкт, створений Гоффманом, не прийнятий до реалізації художньою радою.[3]
- Будинок Польського промислового банку у Кракові.[2]
- Вежа в Освенцимі.[2]
- Замок у Тинці.[2]
- Замок у Тенчинку.[2]
- Конкурсний проєкт перебудови кам'яниці № 4 на Ринку у Кракові. Здобув друге місце.[2]
- Дім Стренка на збігу вулиць Кармелітської і Дунаєвського у Кракові.[2]
- Каплиця Юзефа Потоцького в смт Антоніни.[2]